# سريفيديا
كان سريفيديا (24 يوليو 1953-19 أكتوبر 2006)، المعروف أيضا باسم Sreevidya، وهي ممثلة افلام هندية اشتهرت اعمالها في الغالب في المالايالامية والتاميل الأفلام مع عدد قليل التيلجو ، الكانادا والهندية الأفلام. في مسيرتها المهنية التي امتدت 40 عامًا ، مثلت في أكثر من 800 فيلم. في الجزء الأخير من حياتها المهنية ، ركزت على أفلام المالايالامية . بالإضافة إلى التمثيل ، عملت سريفيديا أحيانًا كمغنية أيضًا. اشتهرت بضبط النفس والبراعة في تصوير المشاعر المتنوعة. استخدمت صوتها للدبلجة تقريبًا في جميع الأفلام بجميع اللغات. في عام 2006 ، توفيت بسرطان العمود الفقري عن عمر يناهز 53 عامًا.

## وقت مبكر من الحياة
ولدت سريفيدا في 24 يوليو 1953 في مدراس ، تاميل نادو لعائلة من التاميل. كان الممثل الكوميدي السينمائي التاميل كريشنامورثي والمغني الكلاسيكي كارناتيك ML Vasanthakumari والديها. كان لديها شقيق ، سانكارارامان. اضطر والدها إلى التوقف عن التمثيل في العام الذي ولدت فيه بسبب مرض أصاب عضلات وجهه. واجهت عائلتها أزمة مالية. عملت والدتها لساعات طويلة لتلبية احتياجات الأسرة المالية. وبحسب ما ورد قالت سريفيدا ذات مرة إن والدتها لم يكن لديها الوقت حتى لإرضاعها. ظهرت سريفيدا في التمثيل في سن مبكرة جدًا. عندما واجه والديها مشاكل بسبب الصعوبات المالية ، كان شباب سريفيديا في حالة سيئة. حصلت على عرض زواج من عالم مقيم في الولايات المتحدة ، لكن الزواج لم يتحقق بسبب المشاكل المالية التي واجهتها عائلتها.[بحاجة لمصدر]

## مهنة التمثيل
بدأت سريفيدا حياتها المهنية كفنانة طفلة في فيلم التاميل لعام 1967 Thiruvarutchelvar إلى جانب الممثل الأسطوري Sivaji Ganesan . في وقت لاحق دخلت أفلام المالايالامية بمشهد رقص في كومارا سامبهافام (1969) ، من إخراج ب.سوبرامانيام وفي فيلم التيلوجو تاتا مانافادو (1972) للمخرج داساري نارايانا راو . ومع ذلك ، كان أول دور رئيسي لها هو دور طالبة جامعية وقعت في حب أستاذها في فيلم التاميل عام 1971 Nootrukku Nooru ، من إخراج K. Balachander. أول فيلم لها كبطلة كان من دلهي إلى مدراس (1972) حيث شاركها البطولة Jaishankar . في منتصف السبعينيات ، أصبحت مشغولة في صناعة السينما التاميلية. عملت في أفلام مثل Velli Vizha و Sollathaan Ninaikkiren و Apoorva Raagangal ، وجميعها من إخراج K. Balachander. وكانت راجينيكنس الصورة البطلة الأولى في أبروفا Raagangal (1975).
بدأت التمثيل في المالايالامية عام 1969. كان أول فيلم لها هو Chattambikkavala من إخراج N. Sankaran Nair ، حيث قامت بدور البطلة مع ساتيان . اكتسبت اهتمامًا عامًا في Chenda (1973) ، من إخراج A. Vincent . من بين أفلام اللغة الهندية الجنوبية التي عملت فيها ، كان الحد الأقصى لعدد الأفلام في المالايالامية (1969 إلى 2003).
تم تقدير دورها كشخصية Amba الأسطورية من القصة الأسطورية (فيلم مقتبس) من Mahabarath ، Amba Ambika Ambalika (1976).

## الغناء
كان سريفيدا مغنية أيضًا. غنت لأول مرة للأفلام في فيلم التاميل عمران ثم المالايالامية فيلم Ayalathe سونداري.  غنت لاحقًا في العديد من الأفلام ، مثل Oru Painkilikkadha و Njangalude Kochu Doctor و Rathilayam و Nakshathratharattu .
كانت أيضًا مطربة كلاسيكية خبيرة. كانت تغني في وظائف مثل مهرجان Soorya . تم تدريبها بشكل أساسي من قبل والدتها ، التي كانت واحدة من النساء الثالوثات في موسيقى كارناتيك ، إلى جانب MS Subbulakshmi و DK Pattammal .[بحاجة لمصدر]

## الحياة الشخصية
مثلت سريفيدا في العديد من الأفلام بما في ذلك أناي فيلانكاني وأنارشيغال وأبوورفا راغانغال مع كمال حسن . وقعت سريفيدا في حب كمال حسن ، لكنه كان يغازل فاني جاناباثي في ذلك الوقت ، واضطرت للتخلي عن حبها بعد أن علمت بزواجهما.